# Gäddesjön (Undenäs socken, Västergötland)
Gäddesjön är en sjö i Karlsborgs kommun i Västergötland och ingår i Motala ströms huvudavrinningsområde. Gäddesjön ligger i Tiveden Natura 2000-område.